# 阿尔图尔·艾瓦江
阿尔图尔·艾瓦江（Artur Ayvazian，1973年1月14日—），生于亚美尼亚埃里温，乌克兰射击运动员。他曾参加2000年、2004年、2008年和2012年四届奥运，其中在2008年奥运获得50米步枪卧射的金牌。